# Roewerania
Genre
Roewerania est un genre d'opilions laniatores de la famille des Triaenonychidae.

## Distribution
Les espèces de ce genre sont endémiques d'Afrique du Sud.

## Liste des espèces
Selon World Catalogue of Opiliones (30/05/2021) :
- Roewerania guduana Kauri, 1961
- Roewerania lignicola Lawrence, 1934
- Roewerania montana Kauri, 1961
- Roewerania spinosa Lawrence, 1938

## Étymologie
Ce genre est nommé en l'honneur de Carl Friedrich Roewer.

## Publication originale
- Lawrence, 1934 : « New South African Opiliones. » Annals of the South African Museum, vol. 30, no 4, p. 549–586 (texte intégral).